# Collectanea botanica
Collectanea botanica (abreviado Coll. Bot. (Lindley)) es un libro con ilustraciones y descripciones botánicas que fue escrito por el paleontólogo, naturalista y botánico británico John Lindley y publicado en Londres en ocho partes en los años 1821 a 1826 con el nombre de Collectanea Botanica; or, Figures and Botanical Illustrations of Rare and Curious Exotic Plants. 
Collectanea Botanica publica artículos originales e inéditos sobre taxonomía y sistemática vegetal y fúngica y campos relacionados, como la biogeografía, bioinformática, citogenética, conservación, ecofisiología, filogenia, filogeografía, florística, morfología funcional, nomenclatura o relaciones planta-animal, incluyendo trabajos de síntesis y revisión.
La revista tiene periodicidad anual. Envía información sobre las nuevas especies publicadas para que sean incluidas en las bases de datos TROPICOS, (International Plant Name Index o IndexFungorum ). Aparece indizada en Scopus/Elsevier y otras prestigiosas bases de datos nacionales e internacionales.

## Publicación
- Parte n.º 1, pl. 1-5, 1 Apr 1821;
- Parte n.º 2, pl. 6-10, 1 Apr 1821;
- Parte n.º 3, pl.¹11-15, 1 May 1821;
- Parte n.º 4, pl. 16-20, 21 Oct 11821;
- Parte n.º 5, pl. 21-25, 1821;
- Parte n.º 6, pl. 26-31 plus preface, 31 Oct 1831;
- Parte n.º 7, pl. 32-36, 1821;
- Parte n.º 8, pl. 37-41, A-B app. Orch. scel., Jan 1826